# Bothriomyrmex
Bothriomyrmex és un gènere de formigues de la subfamília dels dolicoderins (Dolichoderinae). Té una àmplia distribució mundial, amb espècies a les regions Indomalaia, Neotropical, Australiana i Paleàrtica, incloent-hi la península Ibèrica.

## Espècies
El gènere Bothriomyrmex inclou 26 espècies, tres de les quals estan presents a la península Ibèrica:
- Bothriomyrmex anastasiae Dubovikoff, 2002
- Bothriomyrmex atlantis Forel, 1894
- Bothriomyrmex breviceps Santschi, 1919
- Bothriomyrmex communista Santschi, 1919
- Bothriomyrmex corsicus Santschi, 1923 (= gibbus) - present a la Península Ibèrica[1]
- Bothriomyrmex costae Emery, 1869
- Bothriomyrmex crosi Santschi, 1919
- Bothriomyrmex cuculus Santschi, 1919
- Bothriomyrmex decapitans Santschi, 1911
- Bothriomyrmex emarginatus Santschi, 1919
- Bothriomyrmex enigmaticus Prebus & Lubertazzi, 2016
- Bothriomyrmex inquilinus Santschi, 1919
- Bothriomyrmex jannonei Menozzi, 1936
- Bothriomyrmex kusnezovi Emery, 1925
- Bothriomyrmex laticeps Emery, 1925
- Bothriomyrmex meridionalis (Roger, 1863) (= hispanicus) - present a la Península Ibèrica[1]
- Bothriomyrmex modestus Radchenko, 1985
- Bothriomyrmex paradoxus Dubovikov & Longino, 2004
- Bothriomyrmex pubens Santschi, 1919
- Bothriomyrmex regicidus Santschi, 1919
- Bothriomyrmex salsurae Donisthorpe, 1944
- Bothriomyrmex saundersi Santschi, 1922 - present a la Península Ibèrica[1]
- Bothriomyrmex syria Forel, 1910
- Bothriomyrmex turcomenicus Emery, 1925
- Bothriomyrmex urartus Dubovikoff, 2002